# Armageddon - Giudizio finale
Armageddon - Giudizio finale (Armageddon) è un film del 1998 diretto da Michael Bay. Negli Stati Uniti uscì il 1º luglio del 1998, mentre nelle sale italiane arrivò il 4 settembre dello stesso anno, preceduto da un'anteprima nelle principali località balneari il 14 agosto.
È stato distribuito nei cinema circa due mesi dopo un altro film di fantascienza che tratta un argomento identico, Deep Impact.

## Trama
Il direttore della NASA Dan Truman entra in stato di allerta quando un'improvvisa pioggia di meteoriti distrugge lo Space Shuttle Atlantis in orbita attorno alla Terra, insieme al satellite che gli astronauti stavano riparando. In seguito delle meteore cadono su un'area che va dalla Finlandia alla costa orientale degli Stati Uniti, distruggendo anche una parte di New York.
Ben presto gli scienziati scoprono che un enorme asteroide, della grandezza dello Stato del Texas, si dirige verso la Terra e la colpirà entro 18 giorni con conseguenze catastrofiche. L'unica soluzione è trivellare l'asteroide e poi farlo saltare con una bomba nucleare collocata al suo interno. Per l'incarico Truman recluta e addestra l'esperto di trivellazione petrolifera Harry Stamper e i suoi uomini, tra cui il giovane A.J. Quest'ultimo non ha buoni rapporti con Harry perché innamorato di sua figlia Grace. La rischiosa missione vede degli Shuttle modificati (X-71) chiamati Independence e Freedom partire per raggiungere l'asteroide.
A.J. prima di partire insieme ai compagni chiede a Grace se vuole sposarlo, mettendole la fede al dito. Grace accetta con gioia. Harry non tollera tale cosa e ne vuole discutere con A.J. al ritorno dalla missione. I compagni di Harry, essendo Grace cresciuta insieme a loro, sentono un po' tutti un sentimento paterno nei suoi confronti, cercando infine di convincere Harry che mentre loro trivellavano petrolio in giro per il mondo, Grace era ormai cresciuta, e che ora è libera di scegliere la propria strada. Harry però non tollera che Grace dopo tanto tempo abbia come fidanzato un trivellatore come loro e dice che meriterebbe molto di più dalla vita.
Una volta nello spazio, raggiungono una stazione spaziale russa dove li aspetta l'eccentrico cosmonauta Lev Andropov. A.J. scende nella sala motori ma, a causa di un malfunzionamento, scoppia un incendio. Gli altri membri del gruppo decidono di lasciar morire Lev e A.J. L'unico che non si rassegna è Harry, che viene fermato da Rockhound. Tramite i sistemi di aerazione, Lev e A.J. sopravvivono salendo in tempo sull'Independence poco prima che salti tutto in aria.
Arrivati vicino all'asteroide, i due shuttle si trovano investiti dai detriti; i sistemi automatici di guida cercano di schivarli, ma un masso gigante si schianta sulla coda dell'Independence, danneggiando anche un motore. Ormai senza controllo, il veicolo spaziale viene colpito da un altro detrito che finisce col distruggere il finestrino. L'Independence precipita quindi sull'asteroide nell'impatto muoiono Oscar e Freddy mentre Lev, A.J. e Bear sopravvivono.
Contemporaneamente il secondo shuttle riesce ad atterrare, ma non nella zona prevista. Infatti, come viene spiegato da Rockhound, si trovano in una zona in cui il terreno contiene moltissima ferrite compressa, che interferisce anche sulle comunicazioni radio. Dopo qualche problema tecnico durante la trivellazione e con il rischio di non poterlo più fare dalla terra, a causa dei problemi con le comunicazioni, il Generale Kimsey attiva la testata nucleare per farla esplodere in superficie mentre nello spazio Harry, Chick, Sharp e Gruber hanno una violenta discussione, ma alla fine uniscono le loro forze e disattivano la bomba. I problemi non finiscono qui: Rockhound, colpito da demenza spaziale, usa un mitragliatore per il gusto di provarlo, rischiando di uccidere i membri del gruppo; inoltre Max, che stava continuando la trivellazione, si trova nei guai a causa di una sacca di idrogeno e, nonostante i tentativi di Harry per salvarlo, l'uomo perde la vita nell'esplosione del mezzo trivellatore (l'Armadillo). Senza i mezzi per continuare le operazioni, i superstiti informano la Terra che la missione è fallita: la notizia scatena disordini in varie città del mondo. In loro soccorso arrivano però a sorpresa Lev, Bear e A.J. che, nonostante varie peripezie, sono riusciti a raggiungere il resto del gruppo e a portare con loro l'altro Armadillo.
Rockhound viene legato sull'astronave affinché non combini altri guai e A.J. si mette subito al lavoro; con grande caparbietà, riesce ad arrivare agli 800 piedi (corrispondenti a circa 244 metri) di profondità che servono affinché la bomba riesca a spezzare in due l'asteroide. I componenti della missione, però, non hanno neppure il tempo di gioire: mentre A.J. cerca di liberare il buco da un tubo incastrato, una serie di esplosioni di idrogeno frantuma alcune zone dell'asteroide e uno dei frammenti colpisce e uccide Gruber. Inoltre si scopre che il detonatore dell'ordigno è danneggiato e qualcuno dovrà restare per farlo esplodere manualmente. Per evitare discussioni, si tira a sorte e il prescelto alla fine è proprio A.J. Harry lo accompagna, ma, approfittando di una distrazione del giovane, gli strappa il tubo dell'ossigeno, gli strappa di mano il detonatore e lo rimanda sullo shuttle: Harry prende quindi il posto di A.J.
Prima di separarsi, Harry raccomanda A.J. di prendersi cura di sua figlia, sostenendo di averlo sempre considerato come un figlio e che sarà felice che entrambi si sposino. Mentre l'equipaggio dello Shuttle si prepara per il decollo, dà l'ultimo e struggente saluto alla figlia. Nonostante qualche problema, risolto in modo piuttosto comico da Lev, lo shuttle riesce a decollare, mentre sull'asteroide si manifestano altre esplosioni d'idrogeno, segno che ormai esso sta per raggiungere la Terra; queste raggiungono Harry, che viene sballottato e ferito, tuttavia, a una manciata di secondi dalla fine del tempo utile, riesce a far esplodere la bomba, salvando la Terra. L'esplosione rimbomba su tutta la Terra e, risplendendo nel cielo, è il segno della riuscita di Harry.
I superstiti della missione, al ritorno sulla Terra, vengono accolti come eroi, e A.J. corre finalmente a baciare Grace.

## Produzione

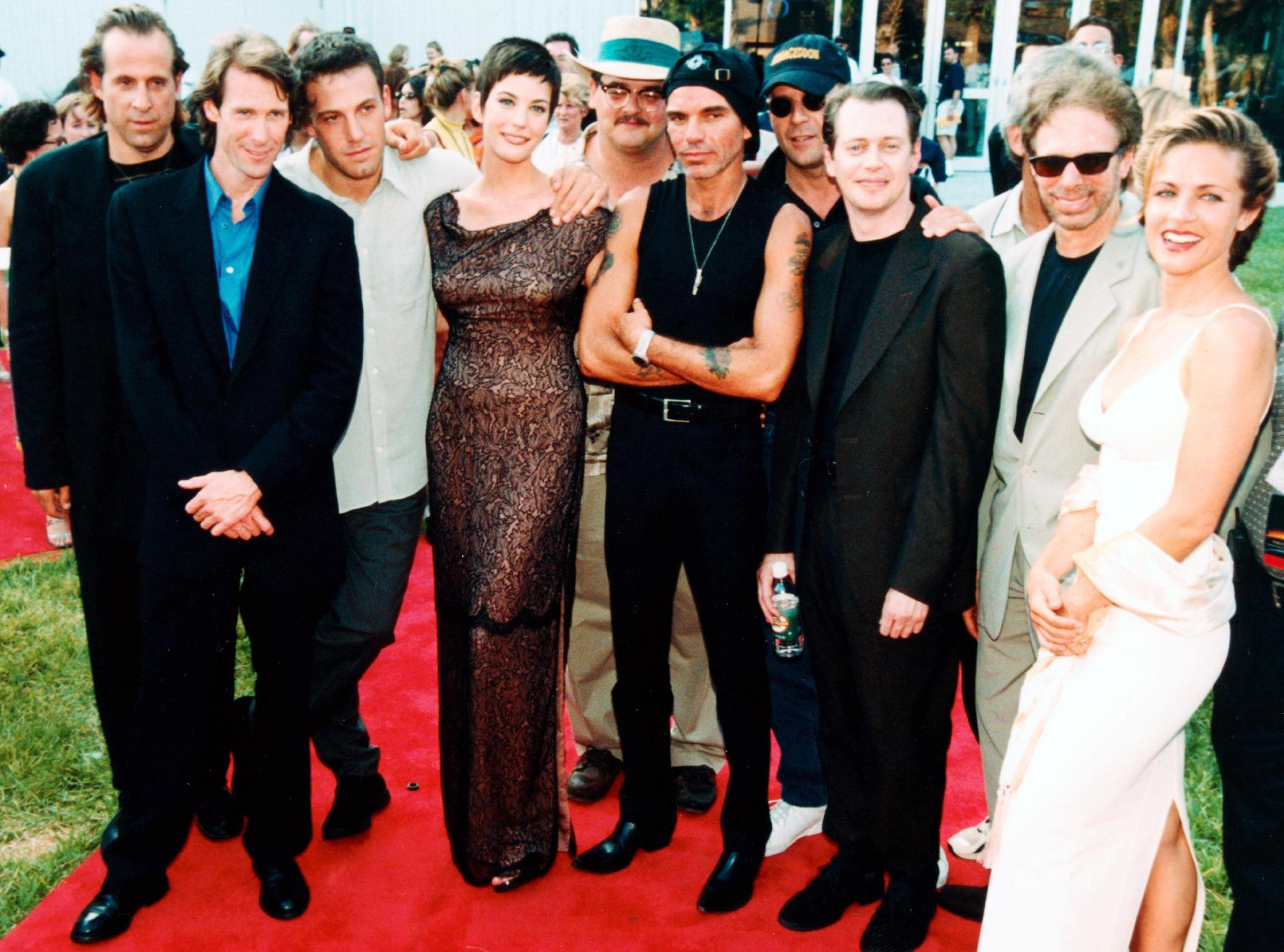
Da sinistra: Peter Stormare, il regista Michael Bay, Ben Affleck, Liv Tyler, Ken Hudson Campbell, Billy Bob Thornton, Bruce Willis, Steve Buscemi, il produttore Jerry Bruckheimer e Jessica Steen alla Prima del film, in Florida.

Armageddon - Giudizio finale è costato 140 milioni di dollari e ne ha incassati globalmente 553, diventando il maggior incasso del 1998.

### Riprese
Le riprese sono iniziate nel 1997 e finite nel febbraio 1998.
La NASA, per la prima volta nella sua storia, ha collaborato attivamente alla realizzazione del film, consentendo riprese all'interno della propria sede, in particolare nella piscina dove avviene l'addestramento degli astronauti e sulla piattaforma di lancio dismessa dopo la tragedia dell'Apollo 1.
Il regista Michael Bay è presente nel film in un cameo, nelle sequenze della messa in funzione del telescopio spaziale Hubble.
Nonostante la collaborazione dell'ente aerospaziale, comunque, nel film si possono riscontrare numerosi errori scientifici.

## Colonna sonora
La colonna sonora del film è stata pubblicata con titolo omonimo nel 1998. Fra i vari brani, essa contiene I Don't Want to Miss a Thing, pubblicato contemporaneamente come singolo e divenuto uno dei brani più famosi degli Aerosmith.
Anche i brani strumentali, composti da Trevor Rabin (autore di Theme from Armageddon, presente nel primo album), sono stati pubblicati in un album, intitolato Armageddon - The Score.

## Accoglienza

### Incassi
Il film ha incassato complessivamente 201578182 $ negli Stati Uniti e 352131606 $ nel resto del mondo, per un totale di 553709788 $.

### Critica
Nonostante abbia ottenuto un notevole successo finanziario, il film ricevette pareri generalmente negativi dai critici, molti dei quali contestarono soprattutto il montaggio frenetico di Michael Bay. È nella lista dei film più odiati da Roger Ebert. Nella sua recensione originale, Ebert stesso lo aveva definito "un assalto agli occhi, alle orecchie, al cervello, al buon senso e al desiderio umano di essere intrattenuto". Todd McCarthy di Variety diede un'ulteriore recensione negativa, con particolari critiche rivolte alla regia: "Gran parte della confusione, così come la mancanza di ritmo drammatico o sviluppo psicologico, deriva direttamente dallo stile frenetico di Bay, che somiglia a una mitragliatrice bloccata nella posizione di fuoco per 2 ore e mezzo."
Durante un'intervista rilasciata nel 2013 il regista si è giustificato dicendo:
(Michael Bay, aprile 2013)
Armageddon - Giudizio finale fu inoltre attaccato per diverse incongruenze scientifiche. Gli astronauti e gli esperti definirono Deep Impact, film dal tema simile distribuito nello stesso periodo, molto più accurato da questo punto di vista.
Il film ricevette anche delle candidature ai Razzie Awards del 1998 come peggior film, peggior sceneggiatura, peggior coppia, peggior attrice non protagonista e peggior canzone originale, aggiudicandosi quello del peggior attore protagonista a Bruce Willis.

## Riconoscimenti
- 1999 - Premio Oscar
  - Nomination Miglior sonoro a Kevin O'Connell, Greg P. Russell e Keith A. Wester
  - Nomination Miglior montaggio sonoro a George Watters II
  - Nomination Migliori effetti speciali a Richard R. Hoover, Pat McClung e John Frazier
  - Nomination Miglior canzone (I Don't Wanna Miss a Thing) a Diane Warren
- 1998 - Saturn Award
  - Miglior film di fantascienza
  - Migliore regia a Michael Bay
  - Nomination Miglior attore protagonista a Bruce Willis
  - Nomination Miglior attore non protagonista a Ben Affleck
  - Nomination Migliori costumi a Michael Kaplan e Magali Guidasci
  - Nomination Miglior colonna sonora a Trevor Rabin
  - Nomination Migliori effetti speciali a Richard R. Hoover, Pat McClung e John Frazier

- 1999 - MTV Movie Awards
  - Miglior canzone (I Don't Wanna Miss a Thing) a Diane Warren
  - Miglior sequenza d'azione (Gli asteroidi colpiscono New York City)
  - Nomination Miglior performance femminile a Liv Tyler
  - Nomination Miglior performance maschile a Ben Affleck
  - Nomination Miglior coppia a Liv Tyler e Ben Affleck
- 1999 - Satellite Award
  - Miglior canzone (I Don't Wanna Miss a Thing) a Diane Warren
  - Nomination Migliori effetti speciali a Richard R. Hoover e Pat McClung

## Prima TV
In Italia il film è andato in onda in prima TV su Rai 1 il 19 marzo 2001 ottenendo circa 10 milioni di spettatori e il 35% di share.